# ジェイソン (ロケット)
ジェイソン（英: Jason）はアメリカの観測ロケット。元々はアルゴE-5（Argo E-5）として知られる。1958年に22回打ち上げられた。
このロケットはアメリカ空軍が高高度（700-800km）における核爆発後の放射線を観測するために開発された（アーガス作戦）。
5段式ロケットで、MGR-1、ナイキx2、リクルート（Recruit）、T-55から構成される。
後にジェイソンの後継機として、より簡素なジャベリンが採用された。

## データ
- 合計質量: 3,330 kg
- ペイロード: 57 kg
- 全長: 17.50 m
- 直径: 0.58 m
- 推力: 365.00 kN
- 高度: 800 km
- 初飛行: 1958-07-11
- 最終飛行: 1958-09-02
- 発射回数:22